# Vesperkirche

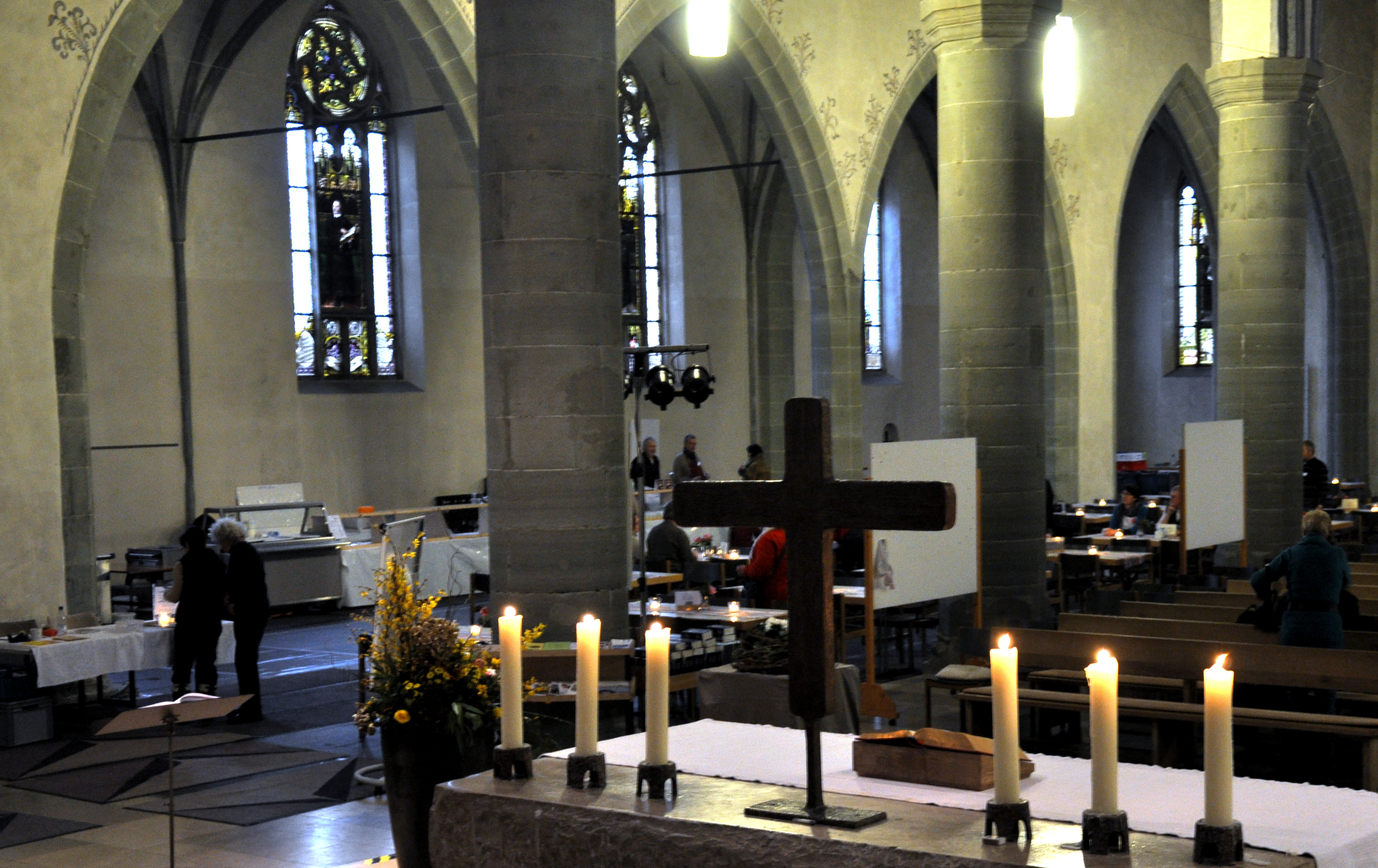
Vesperkirche in der Evangelischen Stadtkirche Ravensburg, 2013 (im Seitenschiff im Bildhintergrund)

Unter dem Namen Vesperkirche führen mehr als 70 überwiegend evangelische Kirchengemeinden in Baden-Württemberg, Bayern, Brandenburg, Hamburg, Rheinland-Pfalz, Niedersachsen und Nordrhein-Westfalen soziale Projekte durch. Diese finden in den Wintermonaten statt, zugunsten von Armen und Bedürftigen. Kern des Angebots ist ein warmes Mittagessen, das zu einem eher symbolischen Preis angeboten wird. Die weiteren Angebote sind je nach Ort unterschiedlich; angeboten werden zum Beispiel Vesperpakete für die Nacht, medizinische Betreuung, kostenloser Frisör, Gespräche zur Krisenbewältigung, Berufsberatung, eine Spielecke für Kinder oder Konzerte und Vorträge.
Der Begriff „Vesper“ bezieht sich dabei weniger auf mittelhochdeutsch Vesper, das mit der Abendzeit gleichgesetzt wird (von lateinisch vesper ‚Abend‘), oder die Vesper, die abendliche Hore des kirchlichen Stundengebets, sondern mehr auf den alemannisch-schwäbischen Begriff, der früher mit einer Zwischen-, heute mit einer Hauptmahlzeit gleichgesetzt wird.
Die Einrichtung von Vesperkirchen bringt zum Ausdruck, dass Kirchengemeinden Partei ergreifen für Menschen, die „am gesellschaftlichen Leben nicht mehr teilnehmen können, weil ihnen das Geld dazu fehlt“. Der evangelische Landesbischof Frank Otfried July befürwortet die Idee der Vesperkirche und sieht sie als wichtiges Signal in der Gegenwart, mahnt gleichzeitig politische Reformen zur Verbesserung der Lage der Bedürftigen an.

## Geschichte

### Vesperkirche Stuttgart

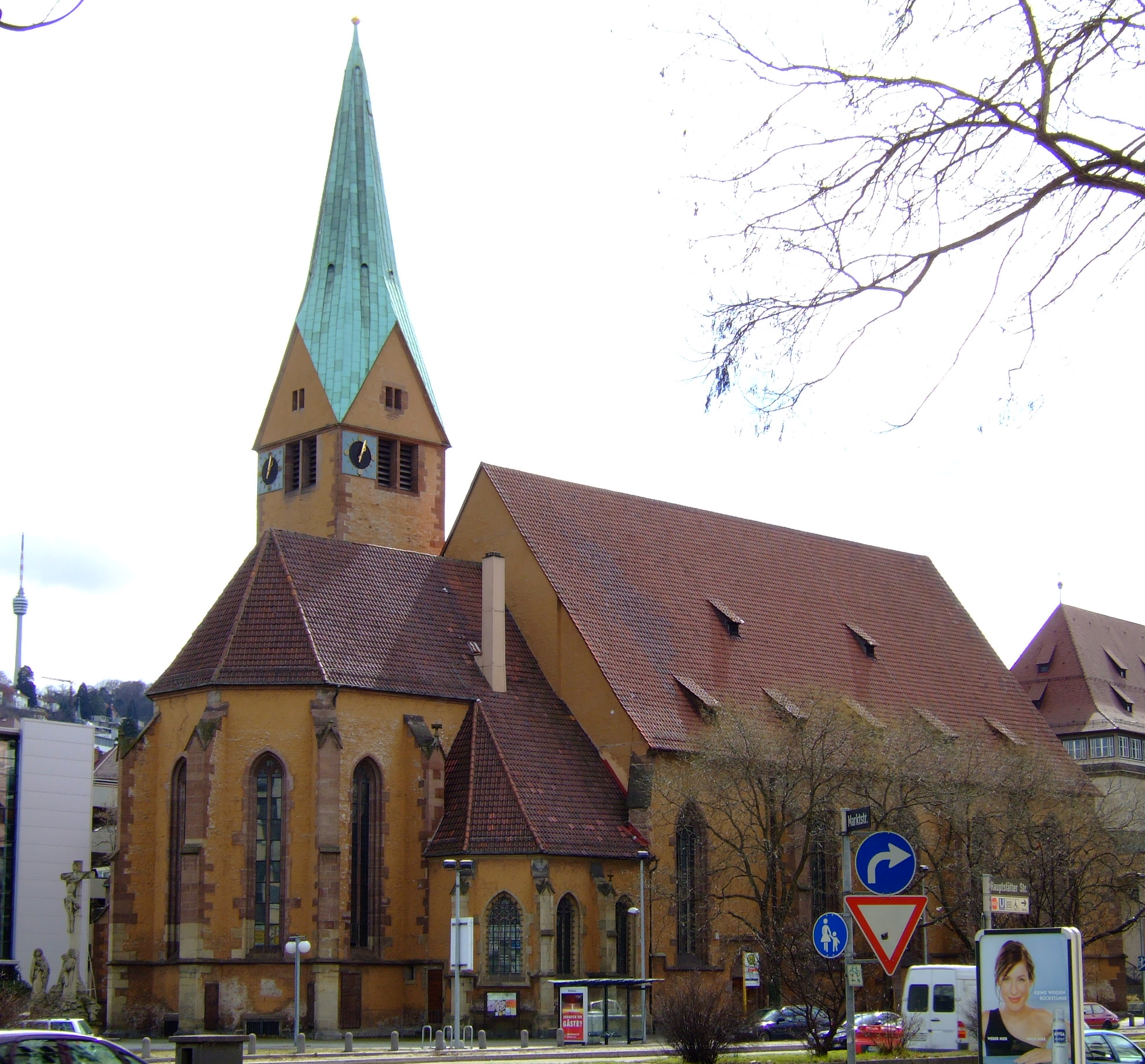
Die Stuttgarter Leonhardskirche

Das erste Projekt dieser Art startete 1995 in der Stuttgarter Leonhardskirche. Die Idee zu diesem Projekt hatte Diakoniepfarrer Martin Friz. Die Vesperkirche Stuttgart wird jährlich von Januar bis März vom Stuttgarter Diakoniepfarramt und Hunderten Ehrenamtlichen aus verschiedenen Alters- und Berufsgruppen veranstaltet. Ihnen kommt es darauf an, dass die Hilfesuchenden nicht nur Essen erhalten, sondern als Menschen akzeptiert werden und Freunde finden können. Kamen am Anfang circa 70 Hilfsbedürftige pro Tag, sind es mittlerweile rund 600 (Stand: 2018).
Finanziert wird die Vesperkirche durch private Spenden. Außerdem engagieren sich verschiedene Firmen und Einrichtungen durch kostenlose oder stark verbilligte Überlassung von Medikamenten, Backwaren oder Heißgetränken. Die Schwäbische Tafel Stuttgart beliefert die Vesperkirche billig mit Lebensmitteln. Die Gesamtkosten pro Saison in Stuttgart belaufen sich auf etwa 250.000 Euro (Stand: 2018).
Im Jahre 2007 erhielt die Vesperkirche Stuttgart den Hans-Peter-Stihl-Preis und bringt eine eigene „Vesperkirchen-Zeitung“ heraus.

### COVID-19
Die Vesperkirche, die üblicherweise in einer Kirche oder einem Gemeindegebäude stattfindet, wurde während der COVID-19-Pandemie vielfach im Freien abgehalten. In Freudenstadt wurde eine Sommervesperkirche veranstaltet, bei der es wöchentlich ein reduziertes Essen gab, das leicht mit der Hand gegessen werden konnte, andere Vesperkirchen gaben Essenspakete aus.

## Veranstaltungsorte
Folgende Kirchengemeinden haben die Idee aufgegriffen, nehmen zum Teil nicht jedes Jahr teil, oft nur im Winter:

### Baden-Württemberg
- Aalen, Magdalenenkirche Wasseralfingen
- Backnang, katholisches Gemeindehaus St. Johannes[9]
- Balingen, Gemeindezentrum Heilig-Geist
- Biberach an der Riß, Martin-Luther-Gemeindehaus (ökumenisch)
- Bopfingen, Stadtkirche (ökumenisch)
- Calw, Stadtkirche
- Ebingen, Caritas-Zentrum Marienheim,
- Ehingen, Stadtkirche[10]
- Ellwangen, katholisches Gemeindezentrum (ökumenisch)
- Emmendingen, Kirche St. Bonifatius, neu 2024
- Esslingen, Frauenkirche
- Forchheim, Gemeindezentrum[11]
- Freudenstadt, Ökumenische Vesperkirche
- Geislingen an der Steige, Pauluskirche
- Giengen an der Brenz, Stadtkirche
- Göppingen, Stadtkirche
- Heidenheim an der Brenz, Pauluskirche (ökumenisch)[12]
- Heilbronn, Nikolaikirche, ganzjährig Dienstag und Donnerstag
- Herrenberg, evangelisches Gemeindehaus[13]
- Heubach, St. Ulrichkirche Heubach[14]
- Horb am Neckar, Steinhaus, (ökumenisch) ab Mai 2018 mit „Sommervesperkirche“[15]
- Karlsruhe, Johannis-Pauluskirche am Werderplatz, dem sozialen Brennpunkt in der Südstadt
- Kressbronn am Bodensee, Ökumenische Vesperkirche am See,[16]
- Kirchheim unter Teck, Thomaskirche
- Leonberg, Evangelisch-Methodistische Paulskirche
- Ludwigsburg, Friedenskirche
- Mannheim
  - Citykirche Konkordien
  - Pauluskirche Mannheim, 2008 fand hier bundesweit die erste Kindervesperkirche statt.[17]
- Mengen, Pauluskirche (ökumenisch),[18]
- Mühlacker, Seniorenzentrum St. Franziskus, 2024 erstmals
- Müllheim im Markgräflerland, Freie Christengemeinde Müllheim SEINHAUS, 2023 erstmals
- Mutlangen, Gemeindezentrum (ökumenisch)
- Nagold, Stadtkirche
- Nürtingen, Lutherkirche
- Öhringen, Spitalkirche zur Einkehr
- Pforzheim, Stadtkirche
- Pfullendorf, Christuskirche
- Ravensburg, Evangelische Stadtkirche, ab 2020 jedes Jahr abwechselnd mit Weingarten[19]
- Remchingen, Ev. Gemeindehaus Wilferdingen
- Reutlingen, Nikolaikirche
- Rheinfelden (Baden), Treffpunkt Gambrinus (ökumenisch)[20]
- Rottenburg am Neckar, Evangelisches Gemeindezentrum
- Schorndorf, Martin-Luther-Haus, erstes Mal 2024
- Schwäbisch Gmünd, Evangelische Augustinuskirche (ökumenisch)
- Sigmaringen, Ev.Gemeindehaus
- Singen, Lutherkirche
- Stuttgart, Leonhardkirche
- Tübingen, Martinskirche
- Ulm
  - Pauluskirche
  - Franziskus/Zachäu
- Villingen-Schwenningen, Pauluskirche Schwenningen[21]
- Waldstetten (Ostalbkreis), Seniorenzentrums St. Johannes (ökumenisch)[22]
- Weingarten, Stadtkirche, ab 2020 jedes Jahr abwechselnd mit Ravensburg[19]
- Wiblingen, Franziskus- und Zachäuskirchengemeindehaus[23]

### Bayern
In Bayern bekommt jede Gemeinde, die eine neue Vesperkirche gründet, 15.000 € als Startkapital von der Landeskirche.
- Augsburg, St. Paul[25]
- Coburg, Morizkirche[26]
- Memmingen, Christuskirche (Memmingen)[27]
- Neufahrn bei Freising, Auferstehungskirche[28]
- Nürnberg
  - Langwasser, Dietrich-Bonhoeffer-Kirche[29]
  - Südstadt (Nürnberg), Gustav-Adolf-Gedächtniskirche[30]
- Schweinfurt, St.-Johannis-Vesperkirche[31]
- Würzburg, Thomaskirche[32][33]

### Brandenburg
- Potsdam, St. Nikolai als Gedeckter Tisch[34]

### Hamburg
- Bezirk Harburg, Dreifaltigkeitskirche[35]

### Rheinland-Pfalz
- Ludwigshafen, Jugendkirche, seit 2011 mit Kindervesperkirche[36]

### Niedersachsen
- Braunschweig, Brüdernkirche (Braunschweig)[37]
- Hameln, Marktkirche (Hameln)[38]
- Hannover
  - Lutherkirche[39]
  - Epiphaniaskirche, Sahlkamp
  - Ökumenisches Kirchencentrum Mühlenberg
  - Dietrich-Bonhoeffer-Kirche, Roderbruch[40]
- Helmstedt, St. Stephani
- Lüneburg, St. Michaelis

### Nordrhein-Westfalen
- Bielefeld, Neustädter Marienkirche[41][42]
- Gütersloh, in der Martin-Luther-Kirche[43]
- Herford, Petrikirche als Benefizveranstaltung für die ganzjährige Suppenküche.[44]
- Velbert, Apostelkirche (Velbert)[45]
- Wülfrath, Stadtkirche[46]

## Ähnliche Konzepte
- Suppenkirche, Evangelische Kirche (Euskirchen) in  Euskirchen als ganzjährige Suppenküche.[47]
- Kirchenküche, Versöhnungskirche (München)[48]
- Vesperkirche Plus, Evangelisch-methodistischen Kirche (Friedenskirche) in Villingen-Schwenningen[49]
- Tischlein-Deck-dich in der Schweiz, neben Lebensmittelabgaben ähnlich der Tafel, auch Essen in der Kirche.[50]

## Auszeichnungen
- 2007 Hans-Peter-Stihl-Preis